# Xeon

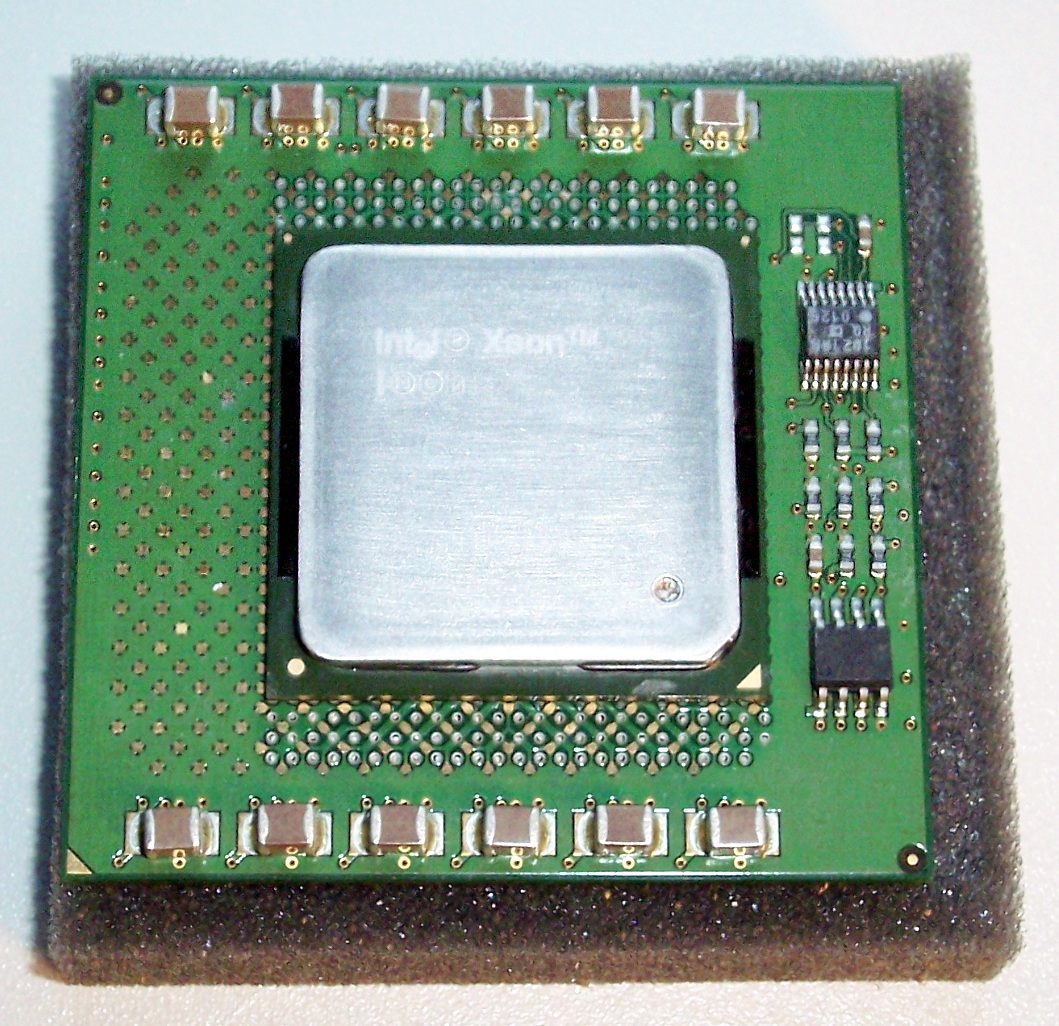
Intel Xeon DP

Xeon (pronuncia-se "zíon") consiste numa série de processadores da Intel para servidores. Os modelos mais antigos adicionaram o nome Xeon ao nome dos processadores mais conhecidos, os modelos mais recentes acabaram de usar o nome Xeon sozinho. Os chips de Xeon geralmente têm mais memória cache (secundária) e são os únicos processadores que suportam multiprocessadores, isto é, dois ou mais processadores na mesma placa-mãe; assim é um dos mais capazes de multiprocessar tarefas multi-block, fazendo com que utilize parte de suas cargas para processar uma parte do arquivo, e a outra processa arquivos em geral.
Os processadores Xeon se mantêm acima de novas gerações de x86 e x86-64 processadores. Modelos mais antigos associam o nome Xeon como processadores relacionados a nomes de desktop, porém, os mais recentes modelos usam o nome Xeon para esses fins. 

## Tabela dos processadores
Tabela dos processadores da série Xeon:
| Intel Xeon família de processadores | Intel Xeon família de processadores | Intel Xeon família de processadores                               | Intel Xeon família de processadores                                                        | Intel Xeon família de processadores                            | Intel Xeon família de processadores                      | Intel Xeon família de processadores                         | Intel Xeon família de processadores          |
| Original Logo                       | Novo Logo                           | Servidor - (UP/DP) 3000/5000 series                               | Servidor - (UP/DP) 3000/5000 series                                                        | Servidor - (UP/DP) 3000/5000 series                            | Server - (MP) 7000 series                                | Server - (MP) 7000 series                                   | Server - (MP) 7000 series                    |
| Original Logo                       | Novo Logo                           | Code-named                                                        | Core                                                                                       | Date released                                                  | Code-named                                               | Core                                                        | Date released                                |
| ----------------------------------- | ----------------------------------- | ----------------------------------------------------------------- | ------------------------------------------------------------------------------------------ | -------------------------------------------------------------- | -------------------------------------------------------- | ----------------------------------------------------------- | -------------------------------------------- |
| Pentium II Xeon                     |                                     |                                                                   |                                                                                            |                                                                | Drake                                                    | (250 nm)                                                    | Jun 1998                                     |
| Pentium III Xeon                    |                                     |                                                                   |                                                                                            |                                                                | Tanner Cascades                                          | (250 nm) (180 nm)                                           | Mar 1999 Oct 1999                            |
| Intel Xeon                          |                                     | Foster Prestonia Gallatin Nocona Irwindale Paxville Dempsey       | (180 nm) (130 nm) (130 nm) (90 nm) (90 nm) dual (90 nm) dual (65 nm)                       | May 2001 Feb 2002 Mar 2003 Jun 2004 Feb 2005 Oct 2005 May 2006 | Foster MP Gallatin MP Cranford Potomac Paxville MP Tulsa | (180 nm) (130 nm) (90 nm) (90 nm) dual (90 nm) dual (65 nm) | Mar 2002 Nov 2002 Mar 2005 Dec 2005 Aug 2006 |
| Intel Xeon                          |                                     | Sossaman Woodcrest Conroe Allendale Wolfdale Kentsfield Yorkfield | dual (65 nm) dual (65 nm) dual (65 nm) dual (65 nm) dual (45 nm) quad (65 nm) quad (45 nm) | Mar 2006 Jun 2006 Oct 2006 Jan 2007 Feb 2008 Jan 2007 Mar 2008 | Tigerton Dunnington                                      | dual (65 nm) quad (45 nm) six (45 nm)                       | Sep 2007 Sep 2008                            |
| Intel Xeon                          |                                     | Wolfdale DP Clovertown Harpertown Nehalem-EP Bloomfield           | dual (45 nm) quad (65 nm) quad (45 nm) dual/quad (45 nm) quad (45 nm)                      | Nov 2007 Nov 2006 Nov 2007 Mar 2009                            |                                                          |                                                             |                                              |
| List of Intel Xeon microprocessors  |                                     |                                                                   |                                                                                            |                                                                |                                                          |                                                             |                                              |

## Especificações Individuais

### Pentium II Xeon
O primeiro processador Xeon foi o Pentium II Xeon (codinome "Drake"), lançado em 1998 substituindo o Pentium Pro na formação de servidores Intel. O Pentium II Xeon tinha uma memoria cache (memória secundária rápida) de 512 KB, 1 MB ou 2 MB de cache L2. Esta última foi implementada com o padrão SRAM (padrão de memoria estática) 512 KB desenvolvido pela Intel. O número de SRAMs dependia da quantidade de cache. Uma configuração de 512 KB necessitava de  uma SRAM. 1 MB de dois SRAMs, e uma configuração de 2 MB necessitava de quatro SRAMs em ambos os lados do PCB. 
Cada SRAM de 12,90 milímetros por 17,23 milímetros (222,21 milímetros²) sao fabricadas em um CMOS de quatro camadas de metal de 0,35µm e empacotados na pastilha do processador.  O cache adicional necessitava um maior módulo e, portanto, o Pentium II Xeon utilizava um slot maior, Slot 2. E que foi suportado pelo chipset 440GX para estação de trabalho dual processador e o chipset 450NX quad ou octo-processada.
Para computadores domésticos o Pentium II tornou-se mais adequada que o Pentium Pro.

### Pentium III Xeon
Em 1999, o Pentium II Xeon foi substituído pelo Pentium III Xeon. Refletindo as mudanças incrementais do Pentium "Deschutes" II para o Pentium "Katmai" III, o primeiro Pentium III Xeon, foi chamado de "Tanner", foi exatamente como o seu antecessor, exceto na adição da Streaming SIMD Extensions (SSE) e algumas melhorias no controlador de cache.
A segunda versão, denominada "Cascades", foi baseado no Pentium "Coppermine" III. O "Cascades" Xeon usava  um bus de 133 MT / s e 256 KB de cache L2 on-die, resultando em praticamente a mesma capacidade como no Slot 1, eram capazes de dual processamento, mas não como processamento quad-core.
Para melhorar esta situação, a Intel lançou uma outra versão, oficialmente, também chamada "Cascades", mas muitas vezes referida como "Cascades 2 MB". Isso aconteceu em duas variantes: com 1 MB ou 2 MB de cache L2. 

### Foster
Em meados de 2001, a marca Xeon foi introduzida ("Pentium" foi retirada do nome). A variante inicial que utilizou a nova microarquitetura NetBurst, "Foster", foi um pouco diferente do desktop Pentium 4 ("Willamette"). Foi um chip apropriado para estações de trabalho, mas não para aplicativos de servidor que era superado em performance pelos núcleos mais velhos como Cascades com 2 MB de cache L2 e AMD Athlon MP. Além disso, combinado com a necessidade de usar caras Rambus Dynamic RAM, as vendas do Foster foram um tanto inexpressivas.
No máximo dois processadores Foster poderiam ser acomodados em um multiprocessamento simétrico (SMP).  Sistema construído com um chipset mainstream. Então uma segunda versão (Foster MP) foi introduzido com 1 MB de cachê L3 e a com capacidade Jackson Hyper-Threading. Esse desempenho melhorou ligeiramente, mas não o suficiente para retirá-lo do terceiro lugar nas vendas.

### Prestonia
Em 2002 a Intel lançou uma versão de 130 nm da marca Xeon, codinome "Prestonia". Suportava uma nova tecnologia Intel Hyper-Threading e tinha 512 KB de cache L2. Esta foi baseada na "Northwood" Pentium 4. Um novo chipset para servidor  E7500 (que permitiu o uso de dual-channel DDR SDRAM), foi lançado para suportar este processador em servidores, e logo a velocidade do barramento foi ampliada para 533 MT / s (acompanhado de novos chipsets: o E7501 para servidores e o E7505 para estações de trabalho). O desempenho do Prestonia era muito melhor que seu antecessor e visivelmente melhor do que o Athlon MP. O suporte de novos recursos na série E75xx também lhe deu uma vantagem importante sobre o Pentium III Xeon e Athlon MP (ambos presos com chipsets mais antigos), e rapidamente se tornou o processador para servidor e estação de trabalho mais vendido.

### Gallatin
Após o Prestonia foi lançado o "Gallatin", que tinha um cache L3 de 1 MB ou 2 MB. Sua versão tinha desempenho muito melhor do que o Foster MP, e era popular em servidores. Mais tarde, a experiência com o processo de 130 nm da Intel permitiu criar a marca Xeon MP Gallatin com 4 MB de cache.

### Nocona
Devido à falta de sucesso com o Itanium e Itanium 2, a AMD foi capaz de introduzir x86-64, uma extensão de 64 bits para a arquitetura x86. A Intel foi atrás,  incluindo o Intel 64 (anteriormente EM64T, é quase idêntico ao AMD64) na versão de 90 nm do Pentium 4 ("Prescott"), e uma versão Xeon de codinome "Nocona" com 1 MB de cache L2 foi lançado em 2004 . Lançado com ele foram o E7525 (workstation), E7520 e E7320 (servidor), chipsets, que adicionou suporte para PCI Express, DDR-II e ATA Serial. O Xeon foi visivelmente mais lento do que Opteron da AMD, embora pudesse ser mais rápido em situações em que o Hyper-Threading entrou em jogo.

### Irwindale
Uma atualização ligeiramente chamada "Irwindale" foi lançada no início de 2005, com 2 MB de cache L2 e coma capacidade de ter a sua velocidade de clock reduzida durante o processos de baixa demanda. Embora tenha sido um pouco mais competitivo do que o Nocona, testes independentes mostraram que Opteron da AMD ainda superou Irwindale.

### Paxville DP
O primeiro processador dual-core da marca Xeon, codinome Paxville DP,  foi lançado pela Intel em 10 de outubro de 2005. Paxville DP tinha microarquitetura NetBurst, e foi um equivalente dual-core da Irwindale single-core (relacionado com o Pentium D com a marca "Smithfield Beef") com 4 MB de cache L2 (2 MB por núcleo). Paxville O único modelo DP liberado correu em 2,8 GHz, apresentou uma MT 800 / s do barramento frontal, e foi produzido através de um processo de 90 nanômetros.

### Tulsa
Lançado em 29 de agosto de 2006 , a série 7100, com o codinome de Tulsa é uma versão melhorada do Paxville MP, construído em um processo de 65 nm, com 2 MB de cache L2 (1 MB por núcleo) e até a 16 MB de cache L3. Ele usa Socket 604. Tulsa foi lançado em duas linhas: a linha N-667 utiliza uma MT / s FSB, e a M-line usa um 800 MT / s FSB. Os intervalos de N-linha de 2,5 GHz a 3,5 GHz (modelo 7110N, 7150N números), e os intervalos da linha-M de 2,6 GHz a 3,4 GHz (modelo 7110M números-7140M). L3 cache varia de 4 MB a 16 MB entre os modelos.

### Dempsey
Em 23 de maio de 2006, a Intel lançou o processador dual-core (com a marca Xeon série 5000) codinome Dempsey. Lançado como o Xeon serie 5000 Dual-Core, Dempsey é um processador de microarquitetura NetBurst produzidos através de um processo de 65 nm, e é praticamente idêntico ao da Intel "Presler" Pentium Extreme Edition, exceto para a adição de suporte a SMP, o que permite Dempsey operar em sistemas com processador duplo. Dempsey varia entre 2,50 GHz e 3,73 GHz (modelo números 5020-5080). Alguns modelos têm um 667 MT / s FSB, e outros têm o MT 1066 / s FSB. Dempsey tem 4 MB de cache L2 (2 MB por núcleo). Um modelo médio da tensão, de 3,2 GHz e 1066 MT / s FSB (número de modelo 5063), também foi liberado. Dempsey também introduz uma nova interface para os processadores Xeon: LGA 771, também conhecido como Socket J. Dempsey foi o primeiro Xeon em muito tempo a ser um pouco competitivo com os seus homólogos Opteron, embora não se pudesse reivindicar uma liderança decisiva em qualquer métrica de desempenho - que teria de esperar pelo seu sucessor, o Woodcrest.

### Sossaman
Em 14 de março de 2006, a Intel lançou um processador dual-core de codinome Sossaman e marca como Xeon LV (baixa voltagem). Posteriormente, uma versão ULV (voltagem super baixa) foi lançado. O Sossaman era um ULV-power duplo processador (como o AMD Quad FX), com base no processador "Yonah", para o ambiente de consumo baixo (ou seja, orientadas para o servidor BLADE e mercados dedicados ), e foi com uma potência de projeto térmico (TDP) de 31 W (VE: 1,66 GHz, 2 GHz e 2,16 GHz) e 15 W (UBV: 1.66 GHz). Como tal, suportou a maioria dos mesmos recursos que Xeons anteriores: Tecnologia de Virtualização, 667 MT / s front side bus e processamento dual-core, mas não suportava as operações de 64 bits, por isso não poderia executar softwares do servidor de 64 bits, como o Microsoft Exchange Server 2007, e por isso foi limitado a apenas 16 GB de memória. Um sucessor planejado, de codinome "Merom MP" era para ser uma atualização para permitir que servidores Sossaman possam ter a capacidade de 64 bits. No entanto, este foi abandonado em favor de versões de baixa voltagem do processador Woodcrest LV deixando o Sossaman em um beco sem saída, sem atualizações planejadas.

### Conroe
A série 3000, com o codinome Conroe dual-core Xeon CPU, lançado no final de setembro de 2006, foi o primeiro Xeon para a operação com uma única CPU. O mesmo processador é estigmatizado como Core 2 Duo ou como Pentium Dual-Core e Celeron, com características desabilitadas. Eles usam LGA 775 (Socket T), operam em um barramento frontal de 1066 MHz, suporte a tecnologia Enhanced Intel Speedstep Technology e Intel Virtualization Technology, mas não suportam a tecnologia Hyper-Threading. Processadores Conroe com um número que termina em "5" tem um MT 1333 / s FSB .

### Wolfdale
A série 3100, codinome Wolfdale Dual-core Xeon, era apenas uma versão remodelada do mainstream da Intel Core 2 Duo E5000 E7000/E8000 e processadores Pentium Dual-Core, que caracteriza o mesmo processo de 45 nm e 6 MB de cache L2. Diferentemente da maioria dos processadores Xeon, apenas suporte à operação com uma única CPU. Eles usam LGA 775 (Socket T), operam em um barramento frontal de 1333 MHz, suporte a tecnologia Enhanced Intel Speedstep Technology e Intel Virtualization Technology, mas não suportam a tecnologia Hyper-Threading.

### Woodcrest
Em 26 de junho de 2006, a Intel lançou o processador dual-core (com a marca Xeon série 5100) codinome Woodcrest que foi o primeiro processador Intel Core microarquitetura a ser lançado no mercado. É uma versão de servidor e estação de trabalho do processador Intel Core 2. A Intel alega que prevê um aumento de 80% no desempenho, enquanto reduz o consumo de energia em 20% em relação ao Pentium D.
A maioria dos modelos tem um FSB 1333 MT / s, com exceção de 5110 e 5120, que têm um FSB 1066 MT / s. O processador mais rápido (5160) opera em 3,0 GHz. Todos Woodcrests usam LGA 771 e todos, excepto dois modelos possuem um TDP de 65 W. O 5160 tem um TDP de 80 W e 5148LV (2,33 GHz) tem um TDP de 40 W. A geração anterior de XEONS tinham um TDP de 130 W. Todos os modelos suportam Intel 64 (Intel x86-64 da execução), o XD bit e tecnologia de virtualização, com o "Demand Based Switching" opção de gerenciamento de energia apenas em Dual-Core Xeon 5140 ou superior. Woodcrest tem 4 MB de cache L2 compartilhado.

### WolfDale DP
Em 11 de novembro de 2007, a Intel lançou o processador dual-core (com a marca Xeon série 5200), conhecido pelo codinome Wolfdale-DP. É construído em um processo de 45 nm, como o desktop Core 2 Duo e Xeon Wolfdale-SP, com Intel 64 (x86-64 da Intel),  XD bit e tecnologia de virtualização. Não está claro se o "Demand Based Switching" gerenciamento de energia está disponível no L5238 [9]. Wolfdale tem 6 MB de cache L2 compartilhado.

### Tigerton
A série 7200, codinome Tigerton é um processador MP, semelhante ao da série 7300, mas, em contrapartida, apenas um núcleo está ativo em cada chip de silício, e o outro é desligado (bloqueado), resultando em um processador dual-core.

### Kentsfield
A Intel lançou versões renomeadas do seu quad-core (2x2), processador Core 2 Quad como o Xeon série em 7 de janeiro de 2007.  O 2x2 "quad-core (dual-die [dual-core 11]) era composto por dois separados dual-core “on die” cada  em um encapsulamento de CPU. Os modelos são o X3210, X3220 e X3230, rodando a 2,13 GHz, 2,4 GHz e 2,66 GHz, respectivamente. Como a série 3000, estes modelos apenas suporte a operação com uma única CPU e operam sobre um FSB de 1.066 MHz . É destinado ao mercado "blade". O X3220 também sao renomeados e vendidos como Core 2 Quad Q6600, o Q6700 como X3230.

### Yorkfield
A Intel lançou versões remarcadas do seu quad-core Core 2 Quad Q9400 Yorkfield e processadores Q9x50 como a série Xeon 3300. Era composta de duas distintas dual-core on-die em um encapsulamento de CPU e fabricado em um processo de 45 nm. Os modelos são o X3320, X3350, X3360 e X3370, rodando a 2,50 GHz, 2,66 GHz, 2,83 GHz e 3,0 GHz, respectivamente. O cache L2 de 6 MB (exceto para o X3320, com um menor MB de cache L2), e um front-side bus de 1333 MHz. Todos os modelos possuem Intel 64  (Intel x86-64 da execução), o XD bit e tecnologia de virtualização, assim como "Demand Based Switching".
O Yorkfield-CL variante destes processadores são X3323, X3353 e X3363, um TDP de 80W reduzido e são feitos para sistemas de uma única CPU LGA 771, em vez de 775, que é usado em todos os outros processadores Yorkfield. Caso contrário, eles são idênticos às suas contrapartes Yorkfield.

### Clovertown
Um quad-core (2x2) sucessor do Woodcrest para o segmento DP, composto por dois chips dual-core Woodcrest em um pacote semelhante ao dual-core Pentium (dois chips de núcleo único) ou o Kentsfield quad-core. Todos Clovertowns usam o encapsulamento LGA 771. O Clovertown foi implementado com dois Woodcrest encapsulados em um módulo multi-chip, com 8 MB de cache L2 (4 MB). Como Woodcrest, modelos mais lentos usam um MT 1066 / s FSB, e modelos mais rapidos usam um MT 1333 / s FSB. A Intel lançou Clovertown, em 14 de Novembro de 2006 com os modelos E5310, E5320, E5335, E5345 e X5355, que variam de 1,6 GHz a 2,66 GHz. Todos os modelos suportam: MMX, SSE, SSE2, SSE3, SSSE3, Intel 64, XD bit (um bit de execução NX), a Intel VT. A denominaçã E e X são emprestados a partir da numeração do modelo Intel Core 2; um final de -0 implica MT 1066 / s FSB, e um final de -5 implica MT 1333 / s FSB . Todos os modelos possuem um TDP. de 80 W, com exceção do X5355, que tem um TDP de 120 W. A versão de baixa voltagem do Clovertown com um TDP de 50 W tem um modelo de números L5310, L5320 e L5335 (1,6 GHz, 1,86 GHz e 2,0 GHz respectivamente ). A X5365 3,0 GHz chegou em julho de 2007, e tornou-se disponível no Apple Mac Pro em 04 de abril de 2007. A X5365 executa até cerca de 38 GFLOPS no benchmark LINPACK.

### Harpertown
Em 11 de novembro de 2007 a Intel apresentou Xeons Yorkfield  chamados Harpertown  ao público.  Esta família é composta por dois processadores quad-core fabricados em um processo de 45 nm e com 1333 MHz a 1600 MHz FSB, com TDP nominal de 50 W a 150 W, dependendo do modelo. Estes processadores cabem no slot LGA 771. Todos os modelos possuem 64 Intel (Intel x86-64 da execução), o XD bit e Tecnologia de Virtualização. Todos, exceto o E5405 também apresentam Demand Based Switching . O carácter complementar na frente do modelo representa a classificação térmica: um L representa um TDP de 50 W, E representa 80 W enquanto que X é um TDP de 120 W ou superior. A velocidade de 3,00 GHz vem com quatro modelos, dois modelos com 80 W TDP outros dois modelos com TDP de 120 W com 1333 MHz ou 1600 MHz FSB, respectivamente. O mais rápido é o X5492 Harpertown cujo TDP de 150 W é maior do que as do Prescott baseado Xeon DP, mas com o dobro de muitos núcleos.
(O X5482 também é vendido sob o nome "Core 2 Extreme QX9775" para uso no sistema Skulltrail da Intel.
O FSB da Intel  de 1600 MHz dos processadores Xeon irá encaixar no chipset Seaburg considerando que várias placas-mãe com a Intel 5000/5200-chipset estão habilitados para executar os processadores com 1333 MHz de FSB. Seaburg possui suporte para dois slots PCIe 2.0 x16 e até 128 GB de memória.

### Nehalem-EP
Gainstown ou Nehalem-EP, o sucessor da microarquitetura Core Xeon, é baseado na microarquitetura Nehalem e usa os mesmos métodos de 45 nm de fabricação como o Penryn da Intel. O primeiro processador lançado com a microarquitetura Nehalem é o desktop Intel Core i7, que foi lançado em novembro de 2008. Processadores de servidor do tipo Xeon 55xx foram fornecidos pela primeira vez para testadores em Dezembro de 2008.
As melhorias de desempenho em relação aos processadores anteriores Xeon são baseados principalmente em:
O controlador integrado de memória de três canais de memória DDR3 SDRAM.
Um novo processador de ponto a ponto de interconexão QuickPath, que substitui o legado do barramento frontal. Gainstown tem duas interfaces QuickPath.
Hyper-threading (2x por núcleo, a partir de 5518), que já estava presente na pré-processadores Core Duo.

### Bloomfield
Bloomfield é o codinome do sucessor da MicroArquiterura Xeon, é baseado na microarquitetura Nehalem e usa os mesmos 45 nm de fabricação, Penryn da Intel. O primeiro processador lançado com a arquitetura Nehalem é o desktop Intel Core i7, que foi lançado em novembro de 2008. Esta é a versão de servidor para sistemas de processador único. Este é um soquete único processador Intel Xeon. As melhorias de desempenho em relação aos processadores anteriores Xeon são baseados principalmente em:
O controlador de memória integrado com suporte para 3 canais de memória DDR3 de UDIMM (sem buffer) ou RDIMM (Registrado)
Um novo processador de ponto a ponto de interconexão QuickPath, substituindo o legado do barramento frontal
Multithreading simultânea de múltiplos núcleos e tecnologia hyper-threading (2x por núcleo).

## Xeon Scalable
A série Xeon Scalable possui mais núcleos, tendo assim um desempenho mais superior e, também possui uma durabilidade maior que a série Intel Core.